# Рио, Долорес дель
Доло́рес дель Ри́о (исп. [doˈloɾez ðel ˈri.o]; урождённая Мари́я де лос Доло́рес Асу́нсоло-и-Ло́пес Негре́те (исп. María de los Dolores Asúnsolo y López Negrete); 3 августа 1904 — 11 апреля 1983) — мексиканская актриса, танцовщица и певица. Считается первой женщиной — крупной латиноамериканской звездой в Голливуде, с выдающейся карьерой в американском кино в 1920-е и 1930-е годы. Являлась одной из самых важных женских фигур Золотого века мексиканского кино. Дель Рио также запомнилась как одна из самых красивых актрис за все время существования кинематографа.
После того как её талант заметили в Мексике, она начала свою кинокарьеру в Голливуде в 1925 году. У неё были роли в ряде успешных «немых» фильмов, включая «Воскресение» (1927), «Рамона» (1928) и «Евангелина» (1929). Дель Рио стала считаться своего рода женской версией Рудольфа Валентино, «женского латиноамериканского любовника».
С появлением звука Дель Рио снималась в самых разных жанрах кино — от современных криминальных мелодрам до музыкальных комедий и романтических драм. Среди её самых успешных фильмов того десятилетия — «Райская птица» (1932), «Полет в Рио» (1933) и «Мадам дю Барри» (1934). В начале 1940-х годов, когда голливудская карьера начала приходить в упадок, Дель Рио вернулась в Мексику и присоединилась к мексиканской киноиндустрии, которая в то время была на пике своего развития.
Когда Дель Рио вернулась на родину, она стала одной из самых важных звезд Золотого века мексиканского кино. Серия мексиканских фильмов с ней в главной роли стала киноклассикой и способствовала продвижению мексиканского кинематографа во всём мире. Из них особенно выделяется получившая признание критиков «Мария Канделария» (1943). На протяжении 1950-х годов Дель Рио оставалась активной, главным образом, в мексиканских фильмах. В 1960 году она вернулась в Голливуд и в последующие годы снималась в мексиканских и американских фильмах. С конца 1950-х и до начала 1970-х годов она также успешно играла в театре в Мексике и появилась в некоторых американских телесериалах.
Дель Рио по сей день считается легендарной фигурой американского и мексиканского кинематографа, а также мировой квинтэссенцией женского лица Мексики.

## Ранние годы

### Детство, семья и первое замужество (1904—1924)
Мария де лос Долорес Асунсоло-и-Лопес-Негрете родилась 3 августа  1904 года в Виктория-де-Дуранго в семье Иисуса Леонардо Асунсоло Жака, директора банка штата Дуранго из семьи богатых фермеров, и Антонии Лопес-Негрете, принадлежавшей к одной из самых богатых семей страны, чья родословная восходила к испанской королевской знати.
Её родители были членами мексиканской аристократии, существовавшей при порфиризме (период в истории Мексики, когда диктатор Порфирио Диас был президентом). Со стороны матери она приходилась двоюродной сестрой режиссеру Хулио Брачо, актёру Рамону Новарро (одному из «латиноамериканских любовников» «немого» кино) и Андреа Пальме (Andrea Palma) — ещё одной выдающейся актрисе мексиканского кинематографа. По отцовской линии она была двоюродной сестрой мексиканского скульптора Игнасио Асунсоло (Ignacio Asúnsolo) и общественной активистки Марии Асунсоло (María Asúnsolo).
Её семья потеряла всё своё имущество во время Мексиканской революции (1910—1917). Аристократические семьи штата Дуранго оказались в очаге восстания, которое возглавлял генерал Панчо Вилья. Семья Асунсоло решила бежать. Отец Долорес решил бежать в Соединённые Штаты Америки, в то время как его дочь и супруга — Антония — бежали в Мехико на поезде, переодевшись крестьянами. В 1912 году семья Асунсоло воссоединилась в Мехико и жила под покровительством тогдашнего президента Франсиско Игнасио Мадеро, двоюродного брата Антонии. Долорес посещала колледж Святого Иосифа, управляемый французскими монахинями и расположенный в Мехико.

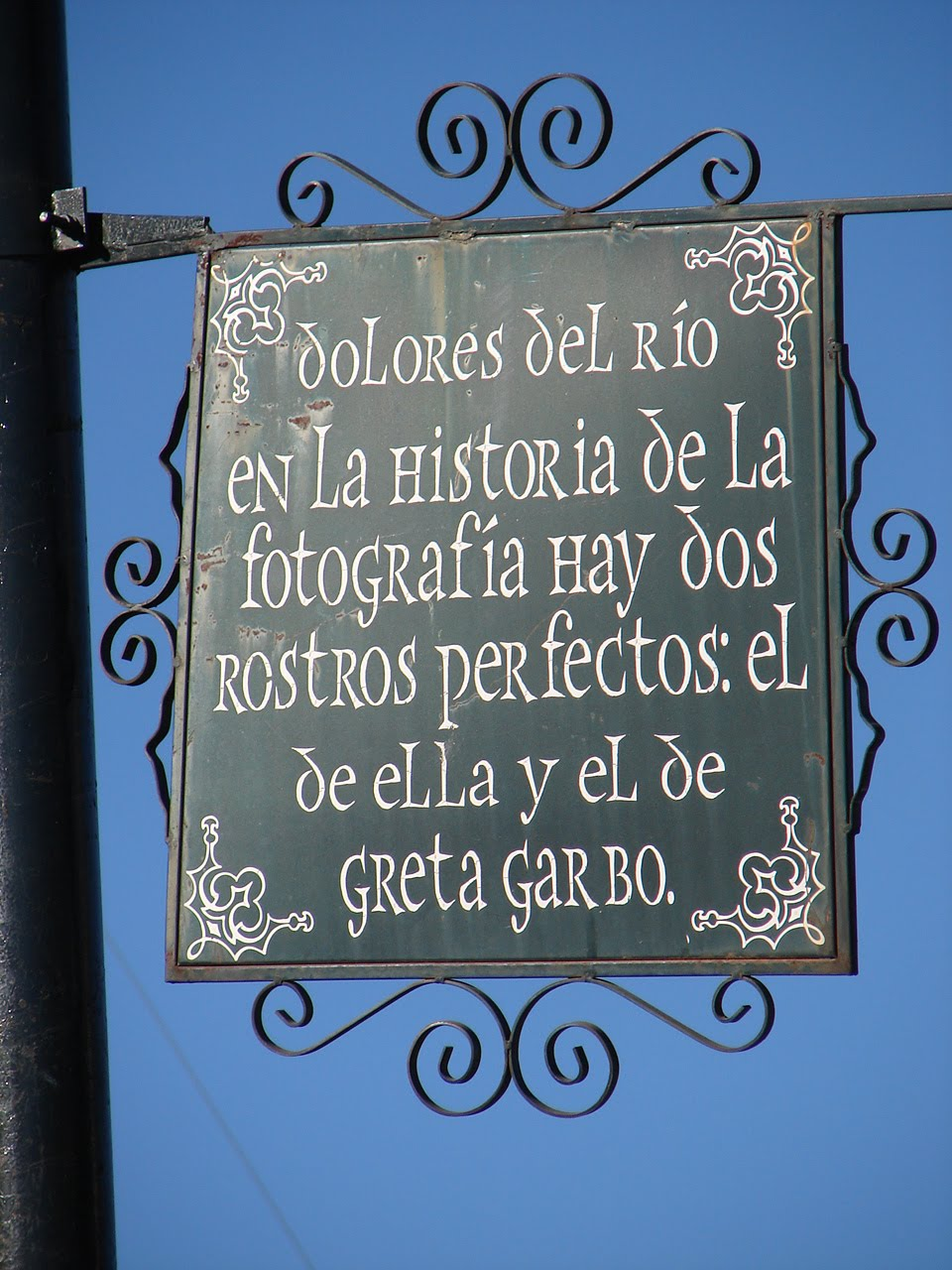
Памятная доска на доме, где родилась Долорес дель Рио, расположенном в городе Виктория-де-Дуранго, Мексика. На ней написано: «Долорес дель Рио. В истории фотографии есть два идеальных лица: её и Греты Гарбо».

В 1919 году тогдашняя 15-летняя Долорес увидела выступление русской балерины Анны Павловой, которое повлияло на её становление как танцовщицы. Она утвердилась в своём решении позже, когда посмотрела выступление Антонии Мерсе-и-Луке («Архентина») в Мехико — Долорес убедила мать разрешить ей брать уроки танцев у известного преподавателя Фелипиты Лопес. Однако она страдала от большой неуверенности в себе и чувствовала себя «гадким утенком». Мать Долорес заказала известному художнику Альфредо Рамосу Мартинесу, который рисовал мексиканскую аристократию, написать портрет своей дочери. Портрет помог ей преодолеть свою неуверенность.
В 1921 году, в возрасте 17 лет, Долорес была приглашена группой мексиканских женщин танцевать на благотворительном вечере в пользу местной больницы. На этой вечеринке она познакомилась с Хайме Мартинесом дель Рио-и-Виньентом, выходцем из богатой семьи. Хайме получил образование в Англии и провёл некоторое время в Европе. После двухмесячного ухаживания молодого человека пара поженилась 11 апреля 1921 года. Их медовый месяц в Европе длился два года. Хайме поддерживал тесные связи с европейскими аристократическими кругами. В Испании Долорес снова танцевала в благотворительном вечере для раненых солдат в битве при Мелилье (1921) во время Рифской войны. Монархи Испании Альфонсо XIII и Виктория Евгения горячо поблагодарили Долорес, и королева подарила ей свою фотографию. В 1924 году супруги вернулись в Мексику. Они решили жить на ранчо Хайме в Дуранго, где хлопок был основной статьёй дохода. Но после того, как хлопковый рынок пережил стремительное падение, пара оказалась на грани разорения. В то же время Долорес обнаружила, что беременна. К сожалению, у неё случился выкидыш, после которого она больше никогда не имела детей. Супруги решили поселиться в Мехико.

## Карьера

### Кинодебют и ранний успех (1925—1930)

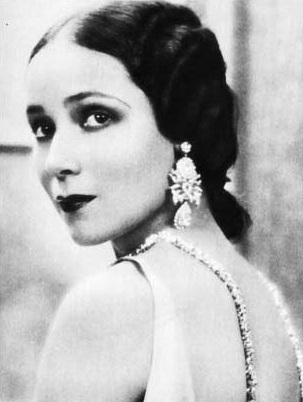
Фото из журнала Stars of the Photoplay 1920-х годов

В начале 1925 года Долорес познакомилась с американским режиссером Эдвином Кэруи, влиятельным режиссером «Фёрст Нэшнл» (First National Pictures), который был в Мексике на свадьбе актёров Берта Лителла и Клер Виндзор. Кэруи был очарован Долорес и добился приглашения к ней домой через художника Адольфо Беста Могарда. Вечером Долорес танцевала, а муж аккомпанировал ей на пианино. Кэруи пригласил пару работать в Голливуде и убедил Хайме, сказав, что может превратить свою жену в кинозвезду. Хайме подумал, что это предложение может быть ответом на их экономические потребности. В Голливуде он мог бы осуществить свою давнюю мечту — писать сценарии. Нарушив все каноны мексиканского общества того времени и вопреки желанию своей семьи, они отправились поездом в Соединённые Штаты Америки.
Эдвин Кэруи становится для Дель Рио агентом, менеджером, продюсером и режиссером. Её имя было сокращено до «Долорес Дель Рио» (с неправильной заглавной буквой «Д» в артикле «дель»). Кэруи организовал для неё широкую рекламу с намерением превратить её в звезду уровня Рудольфа Валентино.

В рамках рекламной кампании Кэруи появились статьи о Долорес в крупных голливудских журналах:
«Долорес Дель Рио, наследница и первая леди высшего мексиканского общества, приехала в Голливуд с грузом платков и гребней стоимостью в 50 000 долларов (говорят, что она самая богатая девушка в своей стране благодаря богатству мужа и родителей). Она дебютирует в фильме „Джоанна“ под руководством своего первооткрывателя Эдвина Кэруи».
Она дебютировала в кино в фильме «Джоанна» (1925) режиссера Кэруи, который вышел на экраны в том же году. В фильме Дель Рио появляется всего на пять минут и играет роль Карлотты де Сильва — вампирши испано-бразильского происхождения. Продолжая свою рекламную кампанию для Дель Рио, Кэруи утвердил её на второстепенную роль в фильме «Прожигатели жизни» (High Steppers, 1926) с Мэри Астор в главной роли. Карл Леммле, глава Universal Studios, пригласил на кастинг Дель Рио, чтобы снять её в комедии «Весь город говорит» (The Whole Town’s Talking, 1926). Эти фильмы не были большими хитами, но помогли увеличить её авторитет среди кинопублики. Дель Рио получила свою первую главную роль в комедии «Прежде всего друзья» (Pals First, 1926), также снятой режиссёром Кэруи и считающейся потерянной.

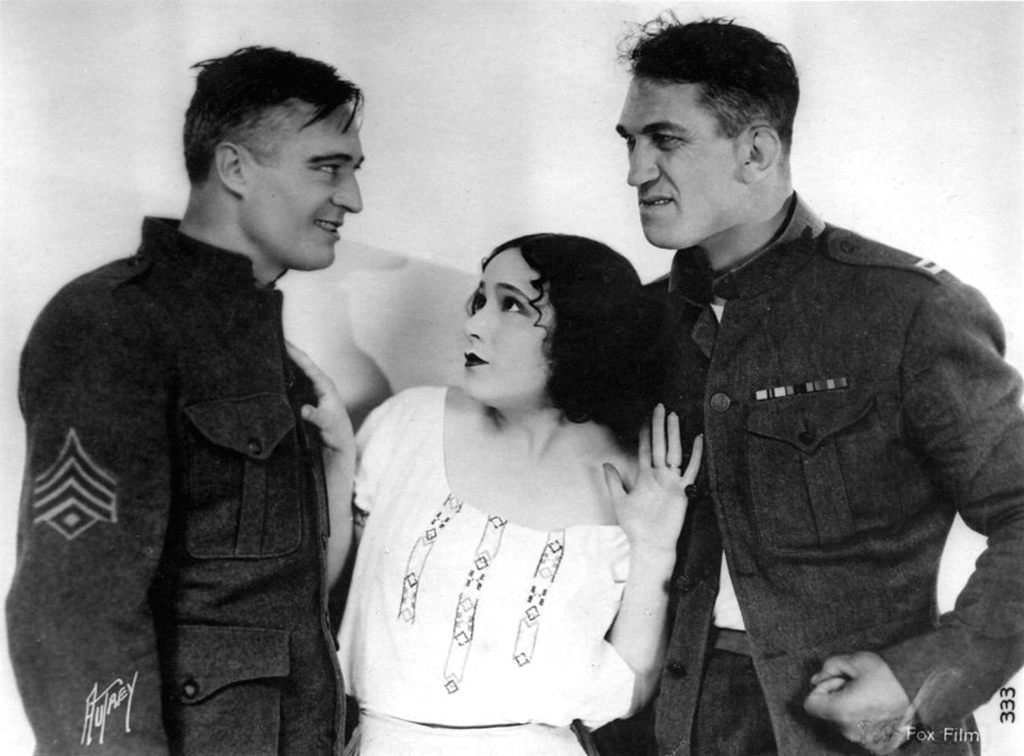
«Какова цена славы?» (1926)

Кинорежиссёр Рауль Уолш позвонил дель Рио, чтобы снять её в военной комедии «Какова цена славы?» (1926), которая имела коммерческий успех, став вторым самым кассовым фильмом года, собрав почти 2 миллиона долларов только в Соединённых Штатах Америки. В том же году, благодаря замечательному прогрессу в своей карьере, она была выбрана в качестве одной из звёзд Wampas Baby 1926 года, наряду с другими новичками: Джоан Кроуфорд, Мэри Астор, Джанет Гейнор, Фэй Рэй и другими.
Кэруи при поддержке «Юнайтед Артистс» (United Artists) снял и спродюсировал «Воскресение» (1927) по роману Льва Толстого. Дель Рио была выбрана в качестве героини, а Род Ла Рок снялся в главной роли. Благодаря успеху фильма компания Fox Film быстро приступила к съёмкам «Любовные истории Кармен» (The Loves of Carmen, 1927), также снятого режиссёром Раулем Уолшем. Fox Film позвала её сняться в фильме «Нет другой женщины» (No Other Woman, 1928) режиссёра Лу Теллегена.
Когда у актрисы Рене Адоре начали проявляться симптомы туберкулёза, Дель Рио была выбрана на главную роль в фильме MGM «След '98» (The Trail of '98", 1928) режиссёра Кларенса Брауна. Фильм имел огромный успех и принёс положительные отзывы критиков. Примерно в то же время она была нанята компанией United Artists для третьей экранизации успешного романа «Рамона» (1928) режиссера Кэруи. Успеху фильма способствовала одноимённая музыкальная тема, написанная Луисом Волфом Гилбертом и записанная Дель Рио. «Рамона» была первым фильмом United Artists с синхронизированным звуком.

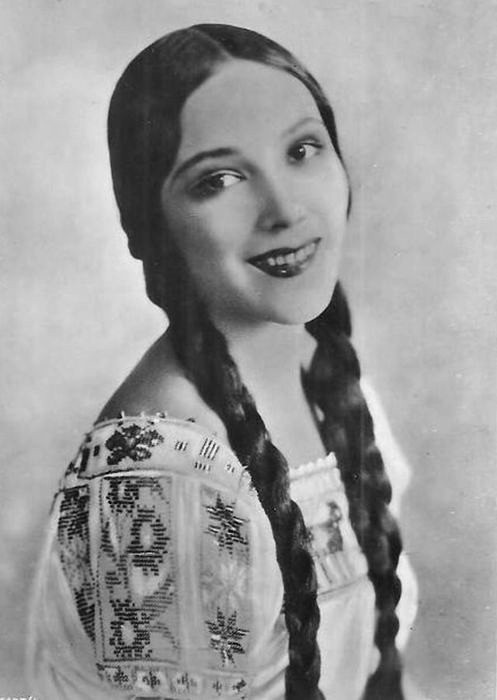
«Рамона» (1928)

В конце 1928 года Голливуд озаботился переходом на звуковое кино. 29 марта в бунгало Мэри Пикфорд United Artists собрала Пикфорд, Дель Рио, Дугласа Фэрбенкса, Чарльза Чаплина, Норму Толмадж, Глорию Свенсон, Джона Бэрримора и Д. У. Гриффита, чтобы выступить на радио-шоу «Час братьев Додж (The Dodge Brothers Hour)» и показать, что они могут справиться с озвучиванием фильмов. Дель Рио удивила публику, спев «Рамону» — доказав, что она актриса, обладающая навыками звукового кино.
По мере процветания карьеры личная жизнь Долорес становилась бурной. Её брак с Хайме Мартинесом закончился в 1928 году. Разногласия между супругами возникли после того, как они обосновались в Голливуде. В Мексике она была женой Хайме Мартинеса дель Рио, но в Голливуде Хайме стал мужем кинозвезды. К семейным трудностям добавилась психологическая травма от выкидыша, и Дель Рио посоветовали не заводить детей. После недолгой разлуки Долорес подала на развод. Через полгода она получила известие, что Хайме умер в Германии. Как будто этого было недостаточно, Дель Рио пришлось страдать от непрекращающихся преследований со стороны своего первооткрывателя, Эдвина Кэруи, который не прекращал своих попыток завоевать её.
Дель Рио снялась в своём третьем фильме у Рауля Уолша «Красный танец» (The Red Dance, 1928). Её следующим проектом стала «Евангелина» (1929) — «немой» фильм United Artists, поставленный Кэруи, по эпической поэме Генри Уодсворта Лонгфелло. Кинокартина сопровождалась тематической песней, написанной Элом Джолсоном и Билли Роузом, которую исполнила Дель Рио. Как и «Рамона», фильм был выпущен с подборкой диалогов, музыки и звуковых эффектов на граммофонной пластинке «Витафон».
Эдвин Кэруи не оставлял своих попыток жениться на Дель Рио с намерением, чтобы они стали знаменитой голливудской парой. Кэруи подготовил развод с женой Мэри Аткин и посеял ложные слухи в рекламных кампаниях своих фильмов. Во время съёмок «Евангелины» киностудия убедила Дель Рио отделиться с художественной точки зрения и профессионально от Кэруи, у которого всё ещё был эксклюзивный контракт с актрисой.
В Нью-Йорке после успешной премьеры «Евангелины» Дель Рио заявила журналистам: «Мы с мистером Кэруи просто друзья и товарищи по искусству кино. Я не выйду замуж за Мистера Кэруи». В конце концов она расторгла с ним свой контракт. Разъярённый Кэруи подал в суд на Долорес. С помощью юристов United Artists Долорес достигла соглашения с Кэруи во внесудебном порядке. Несмотря на это соглашение, Кэруи начал кампанию против неё. Вместо озвучивания Долорес роли Катюши Масловой в «Воскресении», он заменил на Лупе Велес — ещё одну популярную мексиканскую кинозвезду и предполагаемую соперницу Дель Рио.
Окончательно порвав с Кэруи, Дель Рио была готова к съёмкам своего первого дубля: «Плохой одиночка» (The Bad One) режиссёра Джорджа Фицмориса. Фильм был выпущен в июне 1930 года с большим успехом. Критики говорили, что Дель Рио умеет говорить и петь по-английски с очаровательным акцентом. Она была подходящей звездой для звукового кино.

### Развитие звукового кино и второе замужество (1930—1943)
В 1930 году Дель Рио познакомилась с Седриком Гиббонсом, арт-директором MGM и одним из самых влиятельных людей Голливуда, на вечеринке в Херст-каслe. Пара начала роман и поженилась 6 августа 1930 года. Дель Рио и Гиббонс были одной из самых известных пар Голливуда в начале тридцатых. Они устраивали «воскресные бранчи» в своем доме в стиле ар-деко на Кингман-Авеню, 757, в Пасифик-Палисейдс. Гиббонс спроектировал интерьеры дома. Вскоре после замужества Дель Рио тяжело заболела тяжелой почечной инфекцией. Врачи рекомендовали длительный постельный режим. Когда она восстановила своё здоровье, её наняла студия RKO Pictures. Её первым фильмом со студией стала «Девушка из Рио» (Girl of the Rio, 1931) режиссера Герберта Бренона.

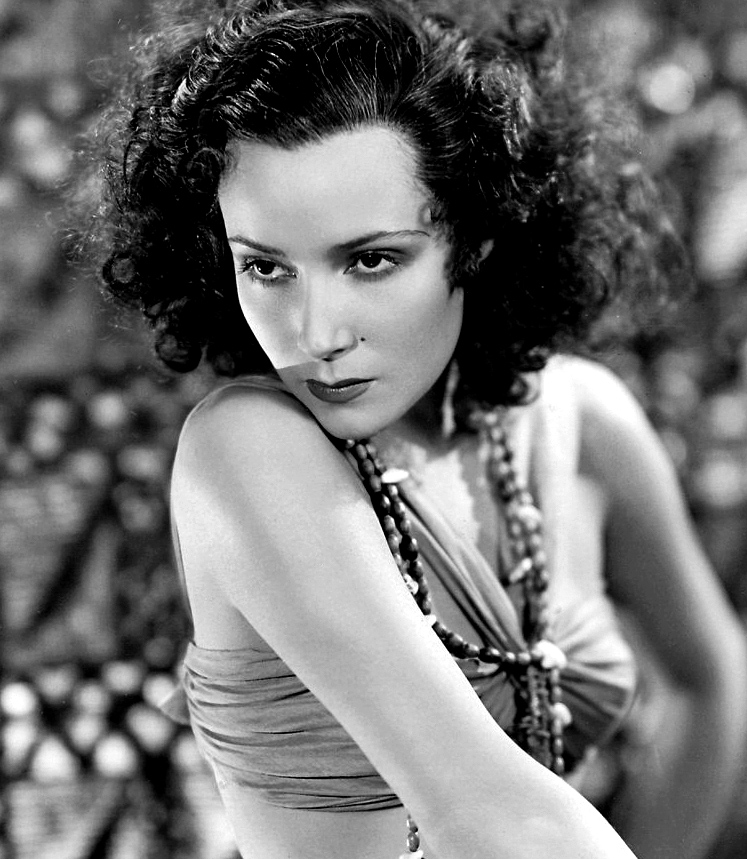
«Райская птица» (1932)

Продюсер Дэвид Селзник позвонил режиссёру Кингу Видору и сказал: «Я хочу, чтобы Дель Рио и Джоэл Маккри снялись в любовной истории на южных морях. У меня нет большой истории для фильма, но будь уверен, что он заканчивается тем, что юная красавица прыгает в вулкан». «Райская птица» (Bird of Paradise, 1932) была снята на Гавайях, и Дель Рио стала прекрасной жительницей этих островов. Премьера фильма состоялась 13 сентября 1932 года в Нью-Йорке, получив восторженные отзывы. «Райская птица» вызвала скандал, когда её выпустили из-за сцены, в которой Дель Рио и Маккри плавали голышом. Этот фильм был снят до того, как производственный кодекс строго соблюдался, и поэтому некоторая степень наготы в американских фильмах была допустима.

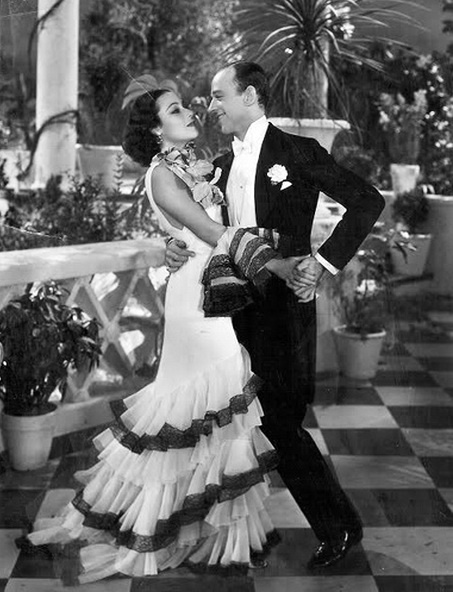
«Полёт в Рио» (1933)

После того как RKO Pictures получила ожидаемый результат, было принято решение, что Дель Рио снимется ещё в одном фильме — музыкальной комедии режиссера Торнтона Фриленда «Полет в Рио» (1933). В фильме Фред Астер и Джинджер Роджерс впервые появились в качестве танцевальных партнёров. В нём Дель Рио появляется с Фредом Астером в замысловатом танцевальном номере под названием «Орхидеи в лунном свете». В этом фильме Дель Рио стала первой крупной актрисой, которая надела на экране женский купальник из двух частей. Но после премьеры киностудия забеспокоились о своих экономических проблемах и решили не продлевать контракт с Дель Рио.

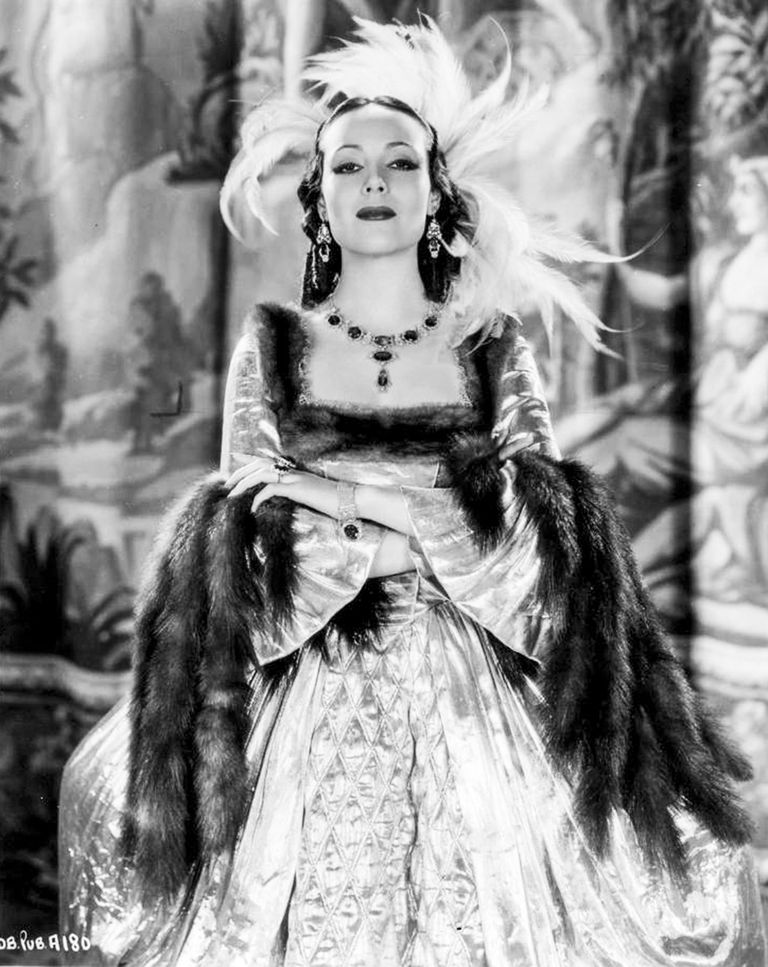
«Мадам дю Барри» (1934)

Джек Уорнер предложил ей главную роль в двух фильмах для Warner Bros. Первой картиной стала музыкальная комедия «Бар Вондера» (Wonder Bar, 1934) режиссера Ллойда Бэкона. Басби Беркли был хореографом, а Эл Джолсон — её партнёром. Дель Рио и Джолсон постепенно крали шоу. Персонаж Дель Рио увеличивался, в то время как персонаж Кей Фрэнсис, другой женщины — звезды фильма, уменьшался. Фильм был выпущен в марте 1934 года и имел успех у Warners.

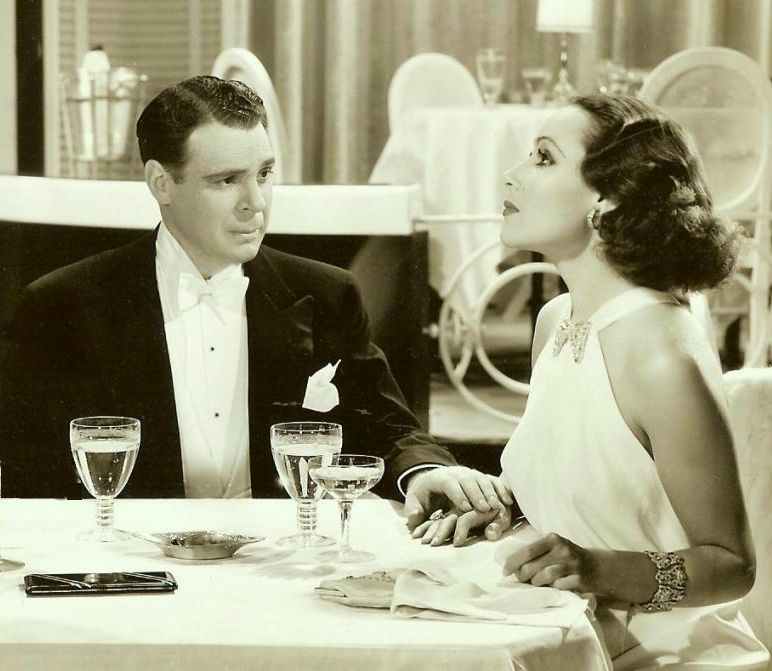
«Я живу ради любви» (1935)

Джек Уорнер начал экранизировать «Мадам дю Барри» (1934) с Дель Рио в главной роли (режиссёр Уильям Дитерле). Дитерле сосредоточился на её красоте с помощью необычного гардероба, разработанного Орри Келли (считавшегося одним из самых красивых и дорогих в то время). Но «Мадам дю Барри» была главной причиной спора между студией и кодексом Хейса, прежде всего потому, что она представляла двор Людовика XV как сексуальный фарс, сосредоточенный вокруг Дель Рио. Несмотря на это, фильм считается одним из самых популярных фильмов Дель Рио в её период голливудского кино.
В том же году Дель Рио вместе с Рамоном Наварро и Лупе Велес посетили специальный показ мексиканского фильма «Да здравствует Мексика!». Фильм был снят режиссёром Сергеем Эйзенштейном и обвинялся в пропаганде коммунизма в Калифорнии с националистическими настроениями и социалистическим подтекстом. Это был первый случай, когда в Соединённых Штатах Америки Дель Рио обвинили, что она коммунистка, — обстоятельство, которое в конечном итоге имело последствия для её карьеры в американской киноиндустрии.
Уорнер снова позвал её сниматься в другой музыкальной комедии под названием «В Кальенте» (In Caliente, 1935), где она играет знойную мексиканскую танцовщицу, у которой роман с персонажем, которого играет Пэт О’Брайен. Примерно в то же время она снялась в фильме «Я живу ради любви» (I Live for Love, 1935) с Басби Беркли в качестве режиссёра. Фильм содержал танцевальные номера, и Беркли сосредоточился на её гламуре с изысканным гардеробом. Последним фильмом, в котором она снялась на Warner Bros, был «Вдова из Монте-Карло» (The Widow from Monte Carlo, 1936), который остался незамеченным.

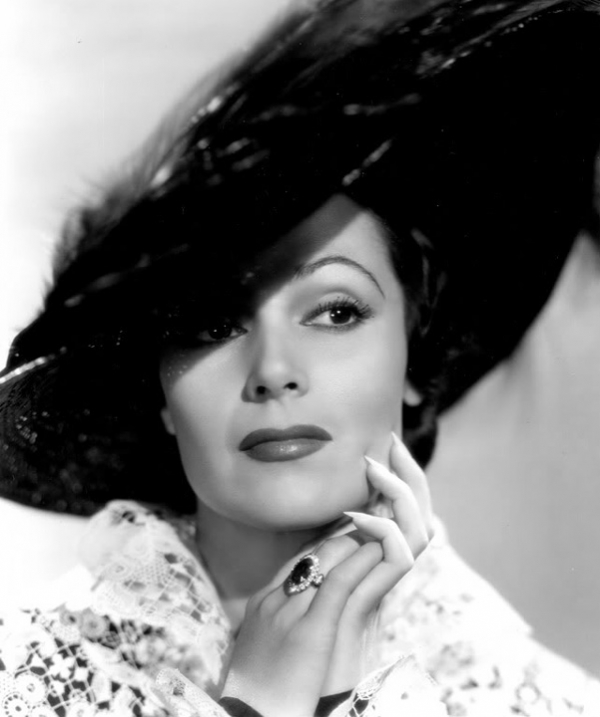
«Международное урегулирование» (1938)

При поддержке Universal Studios Дель Рио снялась в фильме «Дьявольские игры» (The Devil`s Playground, 1937) с Честером Моррисом и Ричардом Диксом. Однако, несмотря на популярность трёх звёзд, фильм оказался провальным. В 1938 году она подписала контракт с 20th Century Fox на главную роль в двух фильмах с Джорджем Сандерсом. В обоих фильмах, «Шпион с моноклем» (Lancer Spy, 1937) и «Международное урегулирование» (International Settlement, 1938), Дель Рио играет роль соблазнительного шпиона. Оба фильма оказались кассовыми неудачами.

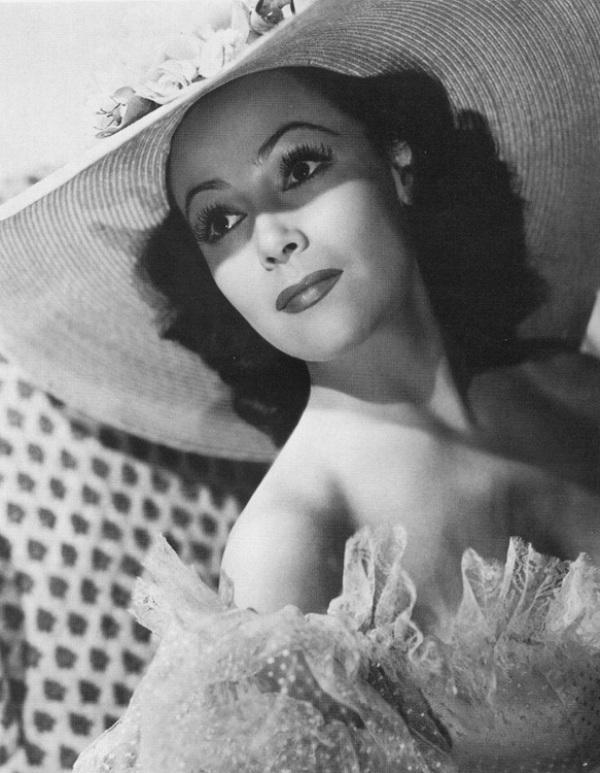
«Человек из Дакоты» (1940)

Седрик Гиббонс использовал своё влияние на MGM и добился для дель Рио главной женской роли в фильме «Человек из Дакоты» (The Man From Dakota, 1940). Но, несмотря на своё положение в студии, Гиббонс никогда не мог помочь своей жене на своем рабочем месте, где ведущими фигурами были Грета Гарбо, Норма Ширер, Джоан Кроуфорд и Джин Харлоу. Руководители MGM восхищались красотой Дель Рио, но её карьера не интересовала их в то время, тогда у латиноамериканских звезд было мало возможностей блистать на этой студии. Она была внесена в список 12 актёров и актрис под названием «Кассовый яд / Box Office Poison» (наряду с такими звёздами, как Джоан Кроуфорд, Грета Гарбо, Кэтрин Хепбёрн, Марлен Дитрих, Мэй Уэст и др.), который был представлен 3 мая 1938 года в Hollywood Repoter в статье Гарри Брандта, президента Независимой ассоциации владельцев кинотеатров (ITOA), суть которой заключалась в том, что фильмы с участием этих кинозвёзд больше не привлекают достаточного количества зрителей, чтобы оправдать их большие гонорары.
На фоне упадка своей карьеры в 1940 году Долорес познакомилась с актёром и режиссёром Орсоном Уэллсом на вечеринке, организованной Дэррилом Зануком. Пара почувствовала взаимное влечение и начала тайный роман, который стал причиной развода Дель Рио и Гиббонса. В поисках путей возобновления своей карьеры Дель Рио сопровождала Орсона Уэллса в его шоу по всей территории Соединённых Штатов, на радио и выступлениях в театре «Меркурий» (независимая репертуарная театральная компания, основанная в Нью-Йорке в 1937 году Орсоном Уэллсом и продюсером Джоном Хаусманом). Она была рядом с ним во время съемок и споров «Гражданина Кейна» (1941). Фильм, считающийся сегодня шедевром, вызвал скандал в СМИ, направив открытую критику в адрес медиамагната Уильяма Рэндольфа Херста, который начал бойкотировать проекты Уэллса.

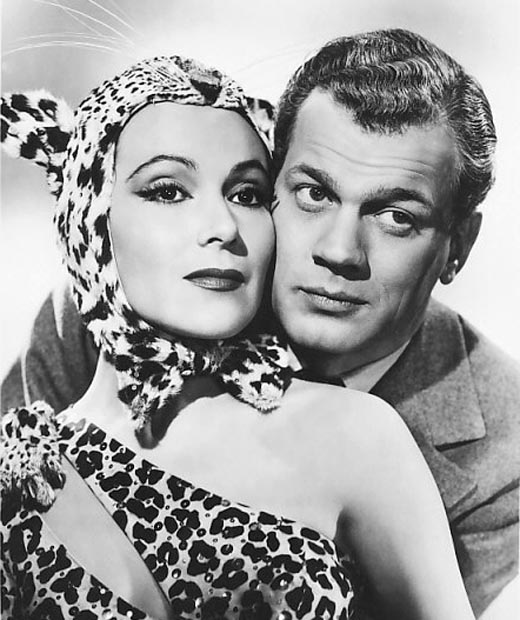
«Путешествие в страх» (1943)

В начале 1942 года она начала работать над «Путешествием в страх» (1943) с Норманом Фостером в качестве режиссера и Уэллсом в качестве продюсера. Её отношения с Уэллсом в разгар скандала с «Гражданином Кейном» каким-то образом повлияли на неё и её персонаж в фильме был резко уменьшен. Нельсон Рокфеллер, ответственный за политику добрососедства (а также связанный с RKO через свои семейные инвестиции), нанял Уэллса посетить Южную Америку в качестве посла доброй воли для противодействия фашистской пропаганде об американцах. Уэллс покинул фильм четыре дня спустя и отправился в Рио-де-Жанейро в свой тур доброй воли. Уэллс, участвовавший в съемках карнавала в Рио-де-Жанейро, имел множество сексуальных связей, и новость вскоре дошла до Соединённых Штатов. Оскорбленная и возмущенная, Дель Рио решила прекратить свои отношения с Уэллсом посредством телеграммы, на которую он так и не ответил. Несколько недель спустя её отец умер в Мексике. На фоне этих личных и профессиональных кризисов она решила вернуться в Мексику, комментируя:
Снова развелась, но уже без участия моего отца. Фильм, в котором я почти не появлялась, указал мой путь в искусстве. Я захотела идти путем искусства. Перестать быть звездой и стать актрисой — я могла сделать это только в Мексике. Я хочу сама выбирать сюжеты, своего режиссера и оператора. Я лучше справлюсь с этим в Мексике. Я хотела вернуться в Мексику, страну, которая была моей и которую я не знала. Я почувствовала необходимость вернуться в свою страну.

### Возвращение в Мексику и продолжение успеха (1943-59)
Она искала мексиканских режиссеров с конца 1930-х годов, но экономические обстоятельства не благоприятствовали появлению Дель Рио в мексиканском кино. Она дружила с мексиканскими художниками (такими как Диего Ривера и Фрида Кало) и поддерживала связи с мексиканским обществом и кинематографом. После разрыва отношений с Уэллсом дель Рио вернулась в Мексику.
Как только она вернулась в свою страну, мексиканский режиссер Эмилио «Эль Индио» Фернандес пригласил её сняться в фильме «Флор Сильвестр» (1943). Фернандес был её большим поклонником и страстно желал снимать её. Это был первый фильм дель Рио на испанском языке. Фильм собирает успешную съемочную группу, состоящую из Фернандеса, оператора Габриэля Фигероа, сценариста Маурисио Магдалено, а также дель Рио и Педро Армендариса в качестве звезд. Впоследствии они сняли «Марию Канделарию», первый мексиканский фильм, который был показан на Каннском международном кинофестивале, где он получил Гран-при (ныне известный как «Золотая пальмовая ветвь»), став первым латиноамериканским фильмом, сделавшим это. Фернандес сказал, что написал оригинальную версию сюжета на 13 салфетках, сидя в ресторане. Он беспокоился, потому что был влюблён в дель Рио и не мог позволить себе купить ей подарок на день рождения.
Её третий фильм с Фернандесом «Брошенные» (Las Abandonadas, 1944) был спорным фильмом, где дель Рио играет женщину, которая бросает своего сына и попадает в мир проституции. Она получила серебряную «Ариэль» (мексиканская премия «Оскар») как лучшая актриса за роль в фильме. «Бугамбилия» (Bugambilia, 1944) — четвёртый фильм режиссера Фернандеса. Поскольку дель Рио не соответствовала представлениям режиссера о любви, съемки «Бугамбилии» стали пыткой как для обоих, так и для остальной команды, которой приходилось терпеть перепады настроения режиссера и постоянные угрозы ухода дель Рио из фильма. Картина была закончена в январе 1945 года и дель Рио объявила, что никогда больше не будет работать с «Эль Индио» Фернандесом.
Дель Рио снялась в фильме «Огненная сельва» (La selva de fuego, 1945) режиссера Фернандо де Фуэнтеса. Сценарий этого фильма пришёл к ней по ошибке, из-за путаницы почтовых сообщений. Фильм был специально создан для Марии Феликс — ещё одной американской кинозвезды того времени. Феликс тем временем получила сценарий фильма «Головокружение» (Dizziness/ Vertigo, 1946), первоначально созданного для дель Рио. Когда две звезды поняли ошибку, они отказались вернуть сценарии. Дель Рио была очарована игрой другого персонажа, который также привлекал её во время сцен — мексиканский актёр Артуро де Кордова. С этого времени пресса начала спекулировать на сильном соперничестве между дель Рио и Феликс. Дель Рио сыграла сестер-близнецов в фильме «Другая» (La Otra, 1946) режиссера Роберто Гавальдона. «Другая» является вдохновением для «Двойник» (Dead Ringer, 1964) с Бетт Дэвис в главной роли. Сценарии к этим фильмам 1946 и 1964 годов принадлежат Warner Bros.

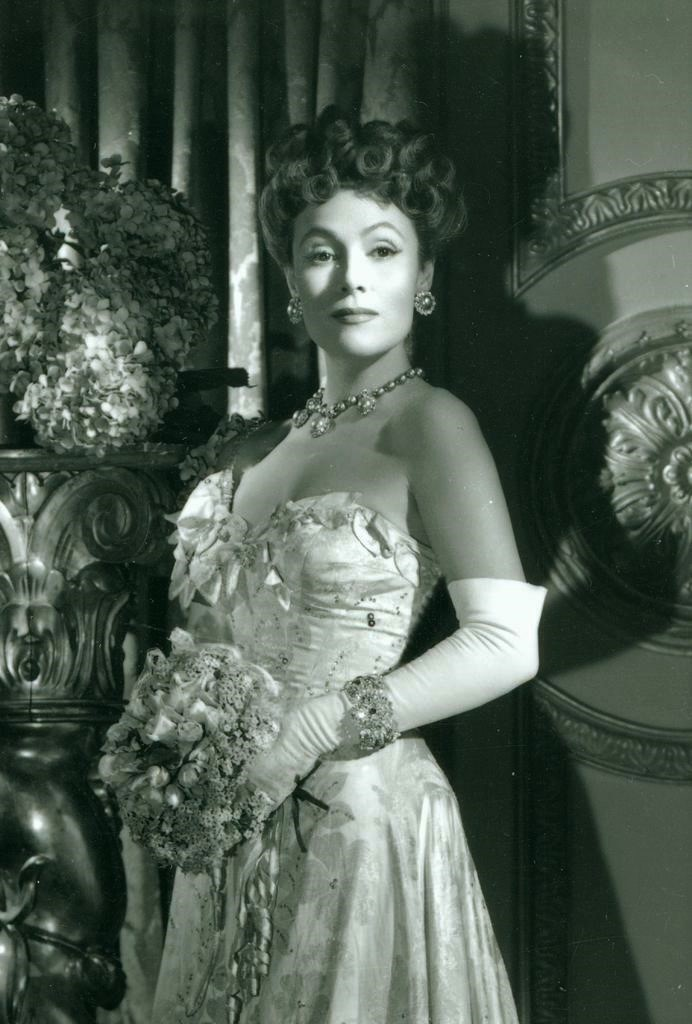
«История плохой женщины» (1948)

В фильме «Беглец» (1947) дель Рио играет туземку, которая помогает беглому священнику (Генри Фонда). Она была приглашена кинорежиссером Джоном Фордом сыграть роль в экранизации романа Грэма Грина «Власть и слава». Эмилио Фернандес также работал помощником продюсера, а Габриэль Фигероа был оператором. Фильм был снят в Мексике. В тот же период она отправилась в Аргентину, чтобы снять фильм «История плохой женщины» (Historia de una mala mujer, 1948), экранизацию романа Оскара Уайльда «Веер леди Уиндермир» режиссера Луиса Саславски.
Дель Рио снова работала с Эмилио Фернандес и её съемочной группой в фильме «Нелюбимая/ La malquerida» (1949). Фильм снят по роману испанского писателя Хасинто Бенавенте. Дель Рио получила хорошие отзывы за то, что изобразила Раймунду, женщину, столкнувшуюся с собственной дочерью из-за любви к мужчине. Роль её дочери исполняла актриса Колумба Домингес. Дель Рио была снова снята Роберто Гавальдоном в двух фильмах: «Маленький домик» (La casa chica, 1950) и «Желанная» (Deseada, 1951). В том же году двоюродная сестра дель Рио, активистка Мария Асунсоло, попросила её подписать документ для «Конференции за мир во всем мире». Дель Рио и представить себе не могла, что упомянутый документ снова укажет на неё как на сторонницу международного коммунизма. В этом году она также встретилась в Акапулько с американским миллионером Льюисом Райли. Райли был известен в голливудском кино в 1940-х годах как член Hollywood Canteen — организации, созданной кинозвездами для поддержки усилий по оказанию помощи во время Второй мировой войны. В то время у Райли был бурный роман с Бетт Дэвис. У дель Рио и Райли начались романтические отношения.
Дель Рио снялась в фильме «Донья Перфекта» (Doña Perfecta, 1951) по роману Бенито Переса Гальдоса. За эту работу она получила свою вторую серебряную премию «Ариэль» за лучшую женскую роль. Гавальдон снова снял её в фильме «Мальчик и туман» (El niño y la niebla, 1953). Её изображение чрезмерно заботливой матери с психической нестабильностью привлекло внимание критиков, и она была удостоена своей третьей серебряной премии «Ариэль».

В 1954 году дель Рио должна была появиться в роли жены персонажа Спенсера Трейси в фильме 20th Century Fox «Сломанное копье» (Broken Lance). Правительство США отказало ей в разрешении работать в Соединённых Штатах, обвинив её в симпатиях к международному коммунизму. Документ, подписанный ею в поддержку мира во всем мире, а также её связи с фигурами, открыто коммунистическими (как Диего Ривера и Фрида Кало) и её прошлые отношения с Орсоном Уэллсом, были истолкованы в Соединённых Штатах как симпатии к коммунизму. Её заменила в фильме Кэти Хурадо. Долорес отреагировала, отправив письмо правительству США, в котором говорилось:
«Я верю, что после всего этого мне не в чем себя упрекнуть. Я женщина, которая хочет жить только в мире с Богом и с мужчинами».
Пока её положение исправлялось в Соединённых Штатах, дель Рио приняла предложение сняться в Испании ещё одну экранизацию романа Бенавенте «Сеньора Ама» (Lady of the House/ Señora Ama, 1955) от двоюродного брата — режиссера Хулио Брачо. К сожалению, преобладающая цензура в испанском кинематографе привела к тому, что фильм был серьёзно урезан во время монтажа.
В 1956 году её политическая ситуация в Соединённых Штатах была разрешена. Она с интересом стала прислушиваться к театральным предложениям. Дель Рио уже думала о том, что пьеса «Анастасия» (Anastacia) Марсель Моретт будет хорошим выбором для её дебюта. Чтобы подготовиться к этому новому аспекту своей карьеры, она прибегла к услугам Стеллы Адлер в качестве своего актёрского тренера. Дель Рио успешно дебютировала в театре Falmouth Playhouse в Массачусетсе 6 июля 1956 года и продолжила гастроли в семи других театрах по всей Новой Англии. Она воспользовалась своим возвращением в Соединённые Штаты и дала интервью Луэлле Парсонс, чтобы прояснить свою политическую позицию: «В Мексике мы беспокоимся и боремся против коммунизма». В 1957 году она была выбрана вице-президентом жюри Каннского кинофестиваля. Она была первой женщиной, которая сидела в жюри.
Мексиканский режиссер Исмаэль Родригес объединил дель Рио и Марию Феликс в фильме «Кукарача» (La Cucaracha, 1959). Встреча двух актрис, считающихся главными женщинами — звездами мексиканского кино, имела успех в прокате.
В том же году Долорес вышла замуж за Льюиса Райли в Нью-Йорке после десяти лет отношений. Они оставались вместе до самой её смерти в 1983 году.

### Последние роли и возвращение в Голливуд (1960-78)

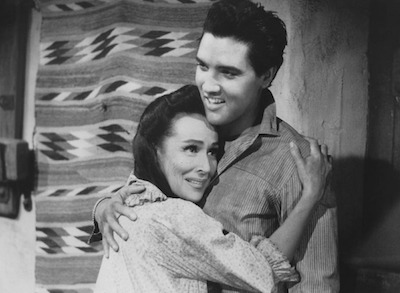
«Пылающая звезда» (1960)

В 1957 году она дебютировала на телевидении в роли испанской дамы в американском телесериале Schlitz Playhouse of Stars с Сизаром Ромеро. Дель Рио и её муж основали собственную продюсерскую компанию под названием Producciones Visuales. Они создали множество театральных проектов с участием дель Рио. Мексиканский писатель Сальвадор Ново стал переводчиком её пьес. Её первой постановкой в Мехико стал фильм Оскара Уайльда «Веер леди Уиндермир», в котором она снялась в Аргентине десять лет назад. Она гастролировала в Мексике с пьесой, которая была как финансово, так и критически успешной, и позже она взяла её в Буэнос-Айрес. Другими её успешными театральными проектами были «Дорога в Рим» (1958), «Призраки» (1962), «Дорогой лжец: Комедия писем» (1963), «Провидица» (La Voyante, 1964), «Королева и мятежники» (1967) и «Дама с камелиями» (1968).
Дель Рио вернулась в Голливуд через 18 лет. Она была нанята Фоксом на роль матери персонажа Элвиса Пресли в фильме «Пылающая звезда» (1960) режиссера Дона Сигела.

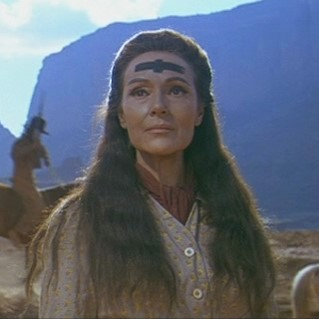
«Осень шайеннов» (1964)

Она появилась в фильме Джона Форда «Осень шайеннов», вышедшем в 1964 году. Её последний мексиканский фильм «Дом женщины» (Casa de mujeres, 1967). Примерно в то же время итальянский режиссер Франческо Рози пригласил её сняться в фильме «Больше, чем чудо» (More Than a Miracle, 1967) с Софи Лорен и Омаром Шарифом. Она играла мать персонажа Шарифа.
Она также появилась в телешоу «Шоу Дины Шор» (The Dinah Shore Chevy Show, 1960), телефильме «Человек, который купил рай» (The Man Who Bought Paradise, 1965), «Я — шпион» (I Spy) и «Клейменный» (Branded, 1966). В 1968 году дель Рио впервые выступила на мексиканском телевидении в автобиографическом документальном фильме, рассказанном ею. Её последнее появление на телевидении было в 1970 году в эпизоде «Маркус Уэлби, доктор медицины» (Marcus Welby, M.D).
Последним фильмом дель Рио стал фильм «Дети Санчеса» (The Children of Sanchez, 1978) режиссера Холла Бартлетта с Энтони Куинном в главной роли. Он исполнила маленькую роль бабушки.

### Смерть

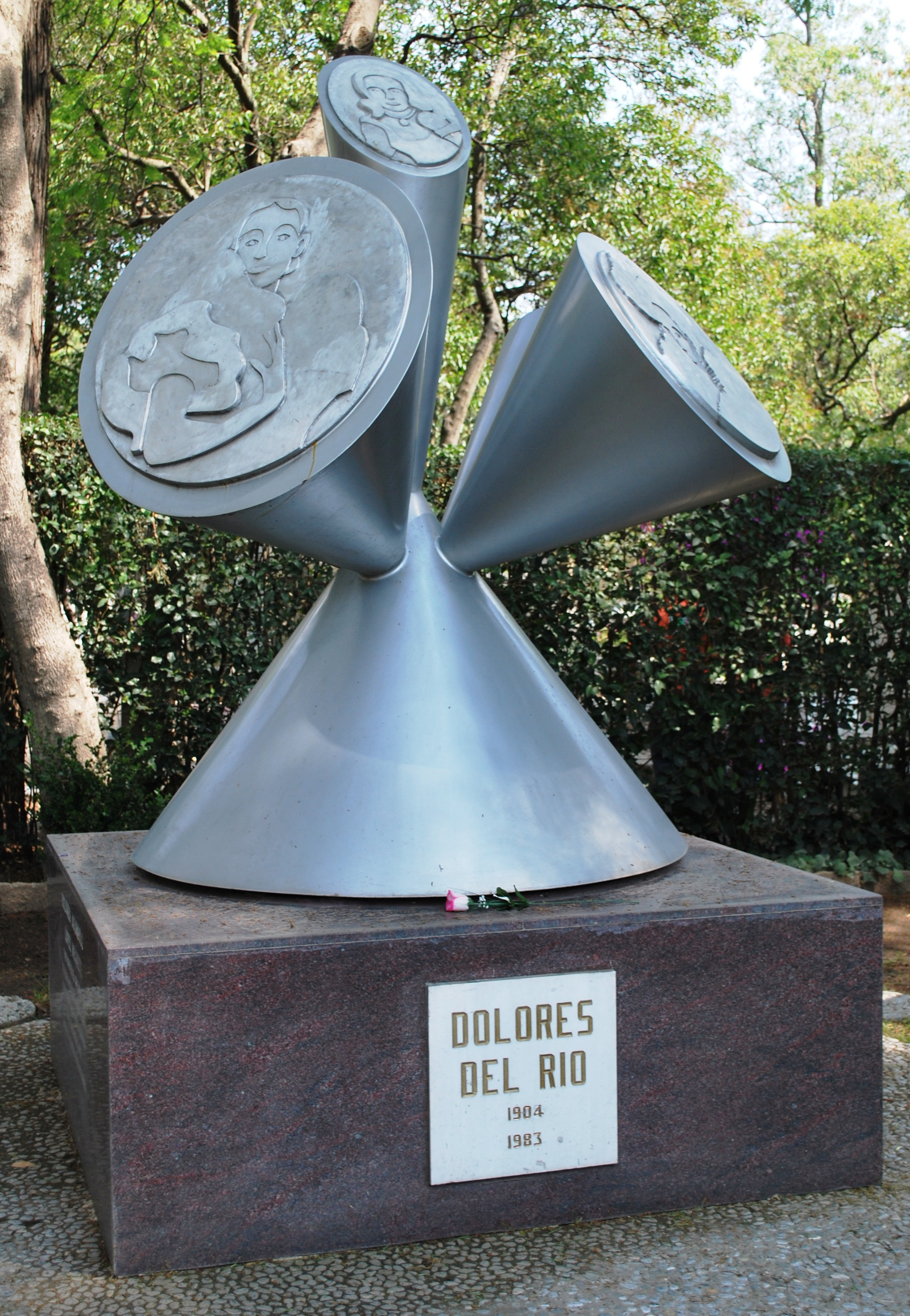
Могила Долорес дель Рио в ротонде выдающихся деятелей.

В 1978 году ей поставили диагноз остеомиелит, а в 1981 году — гепатит B, которым она заразилась после инъекции витаминов.Она также страдала от артрита. В 1982 году дель Рио была госпитализирован в Scripps Hospital в Ла-Хойе, штат Калифорния, где гепатит привел к циррозу печени.
11 апреля 1983 года Долорес дель Рио умерла от печеночной недостаточности в возрасте 78 лет в Ньюпорт-Бич, штат Калифорния. Говорят, что в день её смерти ей прислали приглашение на церемонию вручения «Оскара». После смерти она была кремирована, а её прах перевезен из Соединённых Штатов в Мексику, и захоронен в Пантеон-де-Долорес (Panteón de Dolores) — ротонде выдающихся деятелей (The Rotunda of Illustrious Persons) в Мехико.

## Личная жизнь

### Репутация и индивидуальность

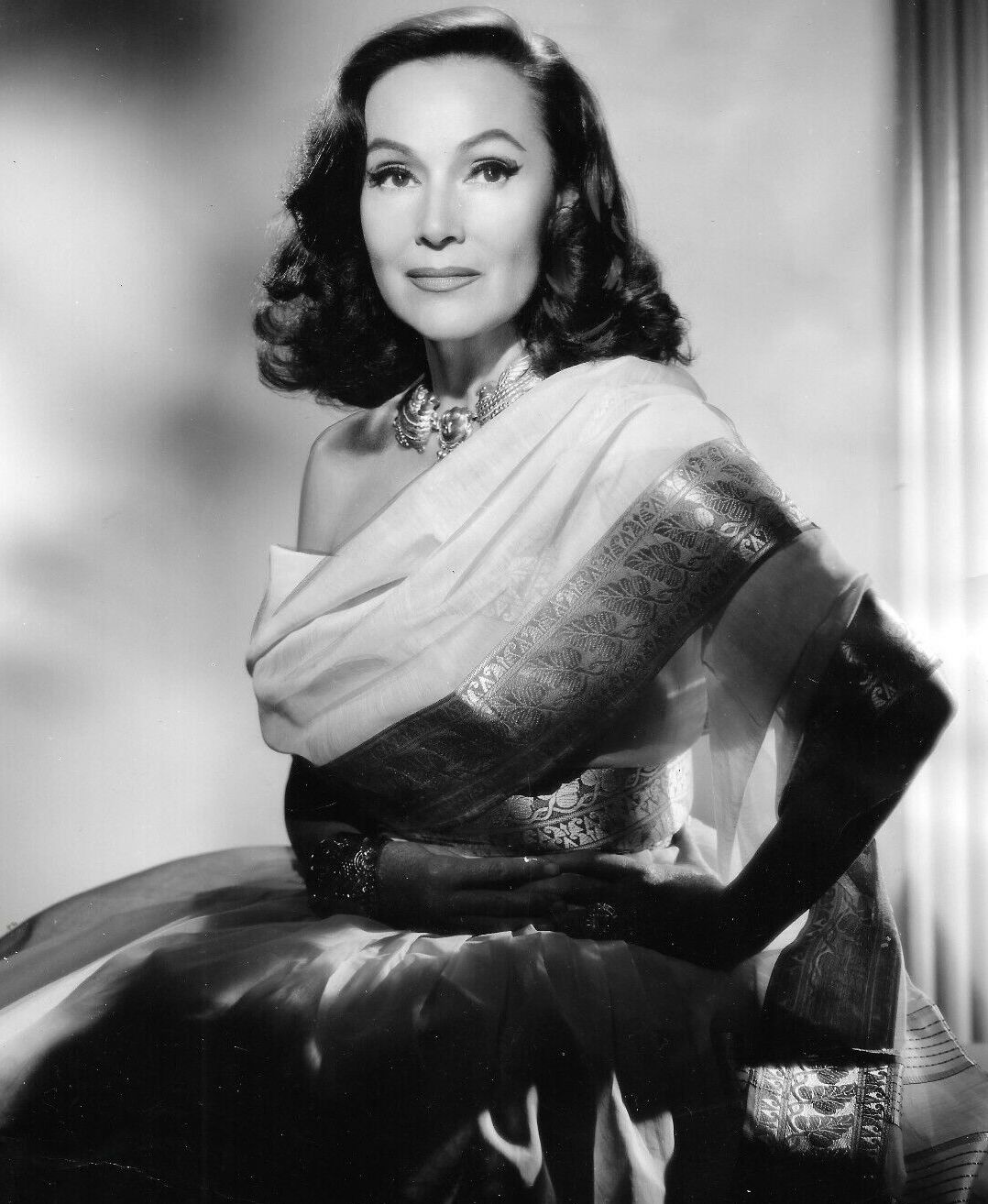
Долорес в 1961 году.

Дель Рио всегда излучала особую элегантность своей красотой, больше, чем просто «Латинская бомба», как другие актрисы, такие как Лупе Велес. Врожденная элегантность дель Рио была очевидна даже на экране. Дель Рио прочно отождествляла себя со своим мексиканским наследием, несмотря на растущую известность и переход к «современности». Она также сильно переживала из-за того, что может играть мексиканские роли, и огорчалась их отсутствию. Она никогда не отказывалась от своего мексиканского гражданства и сказала в 1929 году (на пике своей популярности), что хочет «сыграть мексиканку и показать, что такое жизнь в Мексике на самом деле. Никто не показал ни художественной стороны, ни социальной».
Дель Рио считалась одним из прототипов женской красоты в 1930-е годы. В 1933 году американский киножурнал Photoplay провел поиск «самой совершенной женской фигуры в Голливуде», используя в качестве судей критерии врачей, художников и дизайнеров. «Единогласным выбором» этих избранных арбитров женской красоты была дель Рио. Вопрос, поставленный поиском журнала, и методология, используемая для поиска «самой совершенной женской фигуры», раскрывают ряд параметров, определяющих женственность и женскую красоту в тот конкретный момент истории США. Ларри Карр (автор книги «Более сказочные лица») сказал, что появление дель Рио в начале 1930-х годов повлияло на Голливуд. Женщины подражали ей в одежде и макияже. Появился новый вид красоты, и Дель Рио стала его предтечей. Она также считается пионером купальника из двух частей.
По словам австрийско-американского режиссера Йозефа фон Штернберга, такие звезды, как дель Рио, Марлен Дитрих, Кэрол Ломбард и Рита Хейворт, помогли ему определить свою концепцию гламура в Голливуде.
Когда дель Рио вернулась в Мексику, она радикально изменила свой имидж. В Голливуде она потеряла почву под ногами из-за современности лиц. В Мексике у неё было огромное состояние, которое режиссер Эмилио Фернандес подчеркивал мексиканскими коренными чертами. Она приехала в Мексику не как голливудская «латиноамериканская бомба», трансформирующая свой макияж, чтобы подчеркнуть её коренные черты. Дель Рио так определила перемену, произошедшую с её внешностью в родной стране: «Я сняла меха и бриллианты, атласные туфли и жемчужные ожерелья; все это было заменено шалью и босыми ногами».
Современники дель Рио комментируют её образ:
Американская актриса Джоан Кроуфорд: «Долорес стала и остается одной из самых красивых звезд в мире».
Немецко-американская актриса и певица Марлен Дитрих: «Долорес дель Рио была самой красивой женщиной, когда-либо ступавшей в Голливуд».
Ирландско-британский драматург Джордж Бернард Шоу: «Две самые красивые вещи в мире — это Тадж-Махал и Долорес дель Рио».
Модельер Эльза Скиапарелли: «Я видела здесь много красивых женщин, но ни одна из них не была такой совершенной, как Долорес дель Рио!».
Мексиканский художник Диего Ривера: «Самая красивая, самая великолепная женщина запада, востока, севера и юга. Я влюблен в нее, как 40 миллионов мексиканцев и 120 миллионов американцев, которые не могут ошибаться».
Мексиканский писатель Карлос Фуэнтес: «Гарбо и Дитрих были женщинами, превратившимися в богинь. Дель Рио была женщиной-богиней».
Американский фотограф Джером Зербе: «Долорес дель Рио и Марлен Дитрих — самые красивые женщины, которых я когда-либо фотографировал».
Австрало-американский художник по костюмам Орри-Келли: «Я задрапировал ее обнаженное тело в джерси. Она не хотела, чтобы подкладка портила линию тела. Когда я закончил драпировать ее, она превратилась в греческую богиню, подошла к зеркалу и сказала: „Это прекрасно“. Глядясь в зеркало, она сказала полушепотом: „Боже, я прекрасна“. Самовлюбленная? Возможно, да, но она была права. Она выглядела прекрасно».
Мексиканский оператор Габриэль Фигероа: «Перед моей камерой были замечательные красавицы. Но лицевые кости Долорес дель Рио несравнимы. Это было сказано много раз. Чего не было сказано, так это то, что у нее была привилегированная гладкая кожа, красивый коричневый цвет и действительно совершенное тело».
Американский актёр и режиссер Орсон Уэллс: "Дель Рио представляла собой высший эротический идеал своей игрой в фильме «Райская птица».
Сама дель Рио так прокомментировала свое лицо и образ: «Позаботьтесь о своей внутренней красоте, о своей духовной красоте, и это отразится на вашем лице. У нас есть лицо, которое мы создали за эти годы. Каждый плохой поступок, каждая плохая ошибка отразится на вашем лице. Бог может дать нам красоту, и гены могут дать нам наши черты, но останется ли эта красота или изменится, определяется нашими мыслями и поступками».
В 1952 году она была удостоена премии Neiman Marcus Fashion Award и была названа «самой хорошо одетой женщиной Америки» (Neiman Marcus — американская сеть универмагов, продающих товары роскоши).

### Связи
Несмотря на то, что она была замужем в разное время своей жизни, она была романтически связана с актёром Эрролом Флинном, режиссером Джоном Фэрроу, писателем Эрихом Марией Ремарком, кинопродюсером Арчибальдо Бернсом и актёром Тито Хунчо.

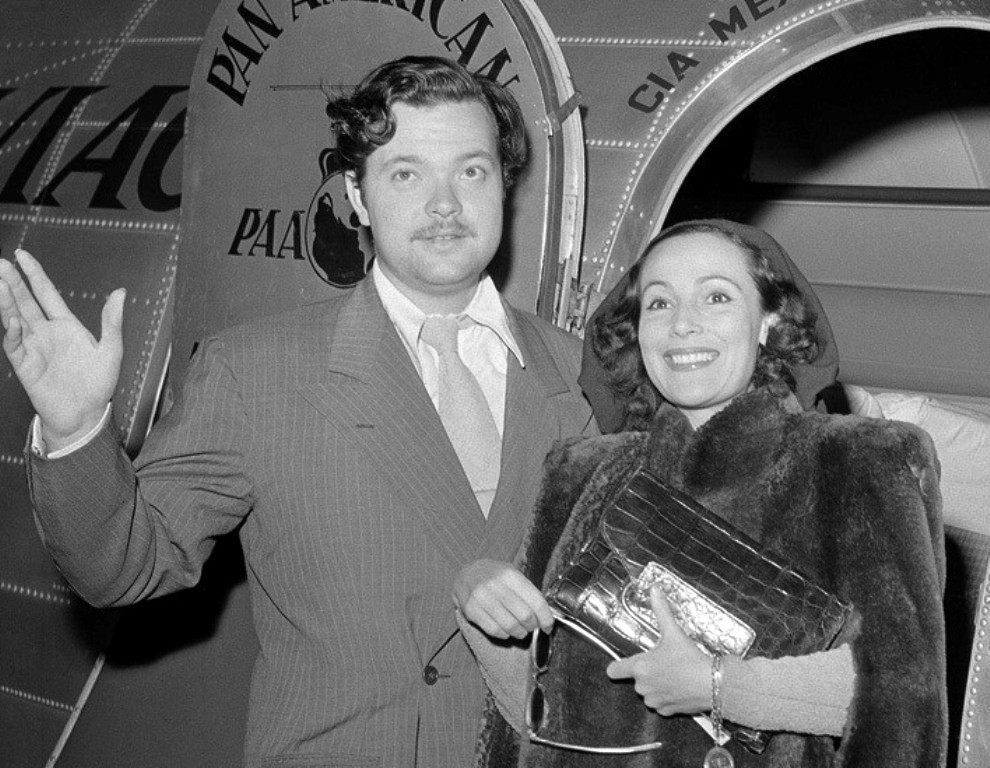
Орсон Уэллс и Долорес дель Рио (1941)

Её отношения с Орсоном Уэллсом (1939—1943) закончились через четыре года в основном из-за его измен. Ребекка Уэллс — дочь Уэллса и Риты Хейворт — выразила желание поехать в Мексику, чтобы встретиться с Долорес. В 1954 году Долорес приняла её в своем доме в Акапулько. После их встречи Ребекка сказала: «Мой отец считал Долорес сильной любовью всей своей жизни. Она — живая легенда в истории моей семьи». По словам Ребекки, до конца своей жизни Уэллс испытывал к дель Рио своего рода навязчивую идею.
Мексиканский режиссер Эмилио Фернандес был одним из её поклонников. Он сказал, что снялся в качестве статиста в нескольких фильмах о Долорес в Голливуде только для того, чтобы быть рядом с ней. Красота и элегантность дель Рио произвели на него глубокое впечатление. Фернандес сказал: «Я влюбился в нее, но она всегда игнорировала меня. Я обожал ее… я действительно обожал ее».

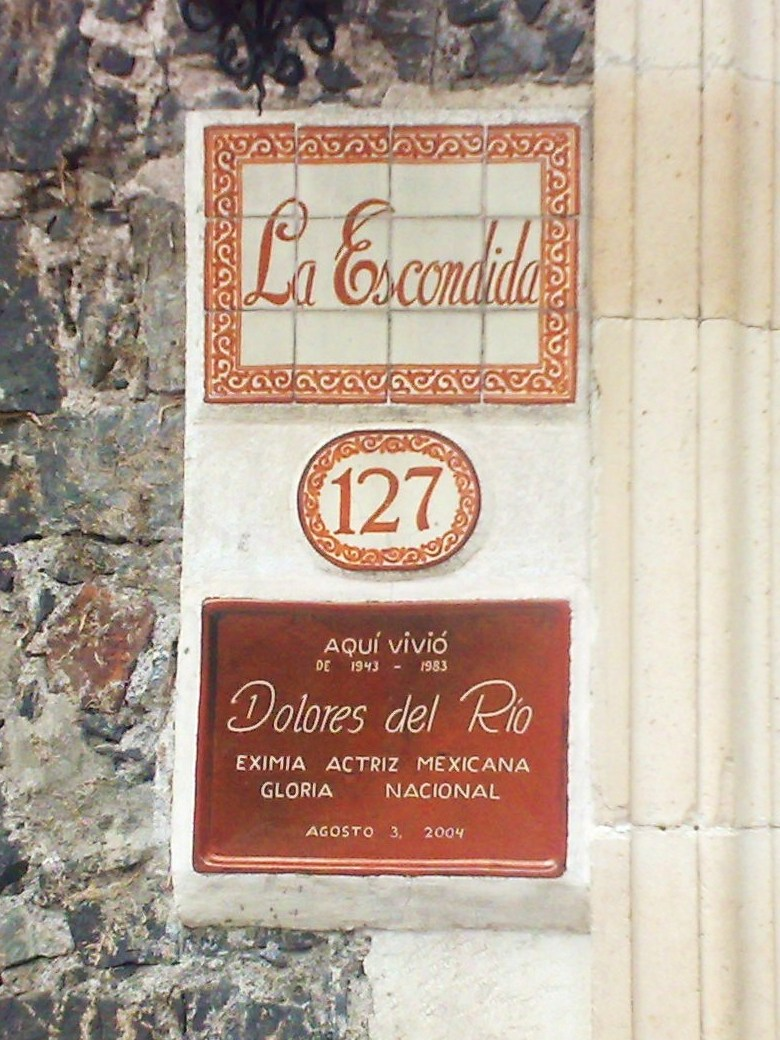
Памятная доска на доме, где жила дель Рио в Койоакане, штат Мехико. На мемориальной доске написано: «С 1943 по 1983 год здесь жила Долорес дель Рио, выдающаяся мексиканская актриса, национальная слава».

Дом дель Рио в Койоакане назывался «Ла Эскондида», она также проводила свои дни в Акапулько. Оба дома стали местом встречи таких личностей, как Диего Ривера, Фрида Кало, Мария Феликс, Мерл Оберон, Джон Уэйн, Эдгар Невилл, Бегум ом Хабибех Ага Хан, Нельсон Рокфеллер, герцог Виндзорский и Уоллис Симпсон, принцесса Сорайя Иранская и многие другие.
В СМИ ходили слухи о сильном соперничестве между Дель Рио и Марией Феликс, ещё одной дивой мексиканского кино. Феликс сказала в своей автобиографии: «C Долорес у меня не было никакого соперничества. Наоборот. Мы были друзьями и всегда относились друг к другу с большим уважением. Мы были совершенно разными. Она [была] утонченной, интересной, сговорчивой, а я более энергичной, высокомерной и властной». Феликс сказала в другом интервью: «Долорес дель Рио была великой леди. Она вела себя как принцесса. Очень умная и очень веселая женщина. Я очень ценю ее, и у меня остались о ней прекрасные воспоминания».

### Филантропия и посол культуры
В конце 1950-х годов она стала главным промоутером международного киносмотра в Акапулько, неоднократно выступая в качестве ведущей. В 1966 году дель Рио была соучредителем Общества защиты художественных сокровищ Мексики вместе с филантропом Фелипе Гарсией Берасой. Общество отвечало за охрану зданий, картин и других произведений искусства и культуры в Мексике.
8 января 1970 года она в сотрудничестве с другими известными мексиканскими актрисами основала профсоюзную группу «Роза мексикано», которая предоставила ясли для детей членов мексиканской Актёрской гильдии. Дель Рио отвечала за различные мероприятия по сбору средств для проекта и обучалась современным методам преподавания. Она занимала пост президента с момента его основания до 1981 года. После её смерти детский сад принял официальное название Estancia Infantil Dolores del Río (детский сад Долорес дель Рио) и сегодня продолжает существовать.
В 1972 году она помогла основать культурный фестиваль «Сервантино» в Гуанахуато. Ухудшение здоровья привело её к отмене двух телевизионных проектов в 1975 году. Американский телесериал «Кто увидит детей?» (Who’ll See the Children?) и мексиканская теленовелла Ven Amigo. В своей работе по поддержке детей она становится пресс-секретарем ЮНИСЕФ в Латинской Америке и записывает серию телевизионных рекламных роликов для этой организации. В 1976 году она была председателем жюри кинофестиваля в Сан-Себастьяне.
В 1978 году мексиканско-Американский институт культурных связей и Белый дом вручили Долорес диплом и серебряную доску за её работу в кино в качестве посла культуры Мексики в Соединённых Штатах. Во время церемонии её вспоминали как жертву маккартизма.
В возрасте 76 лет дель Рио появилась на сцене театра Дворца изящных искусств (Palace of Fine Arts theater) вечером 11 октября 1981 года на 25-м Международном кинофестивале в Сан-Франциско, где ей была принесена дань уважения за заслуги в киноискусстве. Во время церемонии выступили кинематографисты Фрэнсис Форд Коппола, Мервин Лерой и Джордж Кьюкор, причем Кьюкор объявил дель Рио «первой леди американского кино». Это было её последнее известное публичное выступление. В 1982 году она была удостоена премии Джорджа Истмена (основатель компании Eastman Kodak), присуждаемой George Eastman House за выдающийся вклад в искусство кино.

## Наследие
Дель Рио была первой мексиканской актрисой, добившейся успеха в Голливуде. Другими были Лупе Велес, Кэти Хурадо, а в последние годы Сальма Хайек и Люпита Ньонго. Её карьера оказала большое влияние на траектории латиноамериканцев в Голливуде, которые последовали за ней. Звезды, включая Хайек, Дженнифер Лопес, Софию Вергару и Пенелопу Крус, следуют по стопам Долорес дель Рио.

### В изобразительном искусстве и литературе
Физические особенности дель Рио делали её фигурой, достойной почитания даже после смерти. С юных лет дель Рио обладала достаточным интеллектом и окружала себя личностями из этой среды, став одной из женщин, связанных с ренессансом мексиканской культуры и обычаев.
Лицо дель Рио было также объектом поколения для многих художников, которые сохранили её образ на своих полотнах. В 1916 году, когда дель Рио было 11 лет, её впервые изобразил Альфредо Рамос Мартинес, очень популярный художник среди мексиканского высшего общества. В 1920-е годы дель Рио был также воплощена на полотнах мексиканских художников Роберто Монтенегро и Анхеля Зарраги. В 1938 году актрису изобразил её близкий друг, знаменитый мексиканский художник Диего Ривера. Портрет был сделан в Нью-Йорке. Это был любимый портрет дель Рио, занимавший особое место в его доме в Мексике. Ривера также запечатлел образ Долорес в некоторых своих картинах и фресках: «Продавщица цветов» (La vendedora de flores, 1949), «Юбка» (La pollera) и «Создание» (La Creacion, 1922). На последней фреске, расположенной в Колехио-де-Сан-Ильдефонсо в Мехико, актриса представляет «правосудие».
В 1941 году дель Рио также был изображена знаменитым мексиканским художником-монументалистом Хосе Клементе Ороско. Портрет был сделан по просьбе Орсона Уэллса. К сожалению, когда художник писал портрет, он уже терял зрение. дель Рио сказала: «Он нарисовал свою трагедию на моем лице!» Хотя портрет не нравился актрисе, он занимал очень важное место в её доме. Другими художниками, запечатлевшими её образ в своих картинах, были Мигель Коваррубиас, Роза Роланда, Антониета Фигероа, Фрэнсис Гонер Гошман, Адольфо Бест Могард и Джон Кэрролл.
В 1970 году Национальный институт искусств и литературы Мексики, Гильдия киноактеров Мексики, Гуманное общество художественных сокровищ Мексики и Американская ассоциация экспорта кинофильмов отдали ей дань уважения под названием «Долорес дель Рио в искусстве», в которой были выставлены её главные портреты и скульптура Франсиско Суньиги (Francisco Zúñiga).
В своем завещании дель Рио оговорила, что все её произведения будут переданы в дар Национальному институту изящных искусств и литературы Мексики для экспонирования в различных музеях Мехико, включая Национальный музей искусств, Музей искусств Карильо Хиль и домашнюю студию Диего Риверы и Фриды Кало.
Дель Рио стала моделью статуи Евангелины, героини романтических стихов Лонгфелло, расположенной в Сент-Мартинвилле, штат Луизиана. Статуя была подарена дель Рио, сыгравшей эту девушку в фильме 1929 года.
Поэт Сальвадор Ново написал ей сонет и перевел все её пьесы. Она вдохновила Хайме Торреса Боде на роман «Звезда дня» (La Estrella de Dia/ Star of the Day), опубликованный в 1933 году, в котором рассказывается о жизни актрисы по имени «Пьедад». Висенте Леньеро был вдохновлен дель Рио на написание книги «Сеньора». Карлос Пеллисер также написал ей стихотворение в 1967 году. В 1982 году дель Рио и Мария Феликс были спародированы в романе «Орхидеи в лунном свете: мексиканская комедия» Карлоса Фуэнтеса. Другими авторами, написавшими ей стихи, были Ксавье Вильяуррутия, Селестино Горостиса и Пита Амор. Карлос Монсивайс и Хорхе Айала Бланко также сделали о ней книгу по случаю Иберо-американского кинофестиваля в Уэльве в 1983 году. Книга содержит эссе Монсивайса под названием «Обязанности лица».
После смерти Долорес её фотоархив был передан Льюисом Райли Центру изучения истории Мексики (CARSO).

### Увековечивание памяти

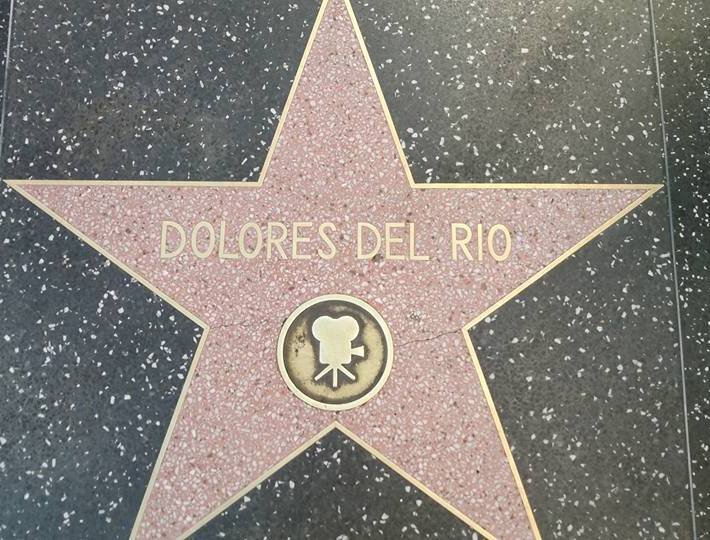
Звезда Долорес Дель Рио на Голливудской «Аллее славы»

У неё есть звезда на Голливудской «Аллее славы» на Вайн-стрит, 1630 в знак признания её вклада в киноиндустрию.
У Долорес дель Рио также есть статуя на бульваре Голливуд-Ла-Бреа в Лос-Анджелесе, спроектированная Кэтрин Хардвик, построенная в честь многонациональных ведущих дам кино вместе с Мэй Уэст, Дороти Дандридж и Анной Мэй Вонг.
Дель Рио также имеет фреску, написанную на восточной стороне Гудзон-Авеню к северу от Голливудского бульвара мексиканско-американским художником Альфредо де Батуком.
Дель Рио — одна из артистов, изображенных на фреске «Портрет Голливуда» (Portrait of Hollywood), выполненной в 2002 году художником Элоем Торресом в голливудской средней школе (Hollywood High School).
Память о дель Рио запечатлена в трех памятниках в Мехико. Первый — статуя, расположенная во второй части парка Чапультепек. Два других — бюсты. Один находится в парке Хундидо, а другой — в детском саде, носящим её имя.
В мексиканском штате Дуранго, в её родном городе, в её честь названы проспект и бульвар.
С 1983 года общество Periodistas Cinematograficos de México (мексиканские киножурналисты) (PESIME) присуждает премию «Серебряные богини» (Diosa de Plata) в честь Долорес дель Рио за лучшее драматическое женское исполнение.
В 1995 году британский модельер Джон Гальяно, вдохновившись творчеством дель Рио, создал осенне-зимнюю коллекцию «Долорес».
В 2005 году, когда, как считалось, исполнилось сто лет со дня её рождения (на самом деле она родилась в 1904 году), её останки были перенесены в Ротонда-де-лас-Персонас-Илустрес в Мехико.
3 августа 2017 года, в 113-ю годовщину её рождения, Google выпустила дудл, созданный художницей компании Софией Диао в честь дель Рио.
После её смерти актёр Винсент Прайс обычно подписывал этот автограф как «Долорес дель Рио». Когда его спросили почему, актёр ответил: «Я обещал Долорес на ее смертном одре, что не позволю людям забыть о ней».

### Характеристики
Честер Гулд, создатель Дика Трейси, вдохновился Долорес дель Рио вдохновение для создания Текси Гарсии, одного из главных врагов Трейси.
Она появилась в винтажных кадрах в фильме Вуди Аллена «Зелиг» (Zelig, 1983).
Её сыграла актриса Люси Коху в телевизионном фильме «Проект 281» (RKO 281, 1999).
Дель Рио — одна из мексиканских знаменитостей, удостоенная камео в анимационном фильме Disney-Pixar «Тайна Коко» (Coco, 2017).

## Избранная фильмография
| Год  |    | Русское название           | Оригинальное название       | Роль                     |
| ---- | -- | -------------------------- | --------------------------- | ------------------------ |
| 1925 | ф  | Джоанна                    | Joanna                      | Карлотта де Сильва       |
| 1927 | ф  | Воскресение                | Resurrection                | Катюша Маслова           |
| 1930 | ф  | Плохой одиночка            | The Bad One                 | Лита                     |
| 1932 | ф  | Райская птичка             | Bird of Paradise            | Луана                    |
| 1933 | ф  | Полёт в Рио                | Flying Down to Rio          | Белинда де Ризенде       |
| 1935 | ф  | В Кальенте                 | In Caliente                 | Рита Гомес               |
| 1940 | ф  | Человек из Дакоты          | The Man from Dakota         | Евгения «Йенни» Стэнфорд |
| 1943 | ф  | Дикий цветок               | Flor silvestre              | Эсперанса                |
| 1943 | ф  | Мария Канделария           | María Candelaria            | Мария Канделария         |
| 1943 | ф  | Путешествие в страх        | Journey into Fear           | Жозетт Мартель           |
| 1947 | ф  | Беглец                     | The Fugitive                | индианка                 |
| 1949 | ф  | Нелюбимая                  | La malquerida               | Раймунда                 |
| 1960 | ф  | Пылающая звезда            | Flaming Star                | Недди Бертон             |
| 1964 | ф  | Осень шайеннов             | Cheyenne Autumn             | испанка                  |
| 1965 | тф | Человек, который купил рай | The Man Who Bought Paradise | Мона                     |
| 1967 | ф  | Жила-была…                 | C’era una volta             | королева-мать            |
| 1978 | ф  | Дети Санчеса               | The Children of Sanchez     | бабушка Пакита           |